# Melinda Gates
Melinda French Gates (nacida como Melinda Ann French; Dallas, 15 de agosto de 1964) es una empresaria estadounidense. Se graduó en informática y economía en la Universidad Duke. Forma parte del directorio del diario The Washington Post.

## Biografía
Poco después de graduarse entró como empleada a Microsoft, donde se desempeñó como gerente de producto de Microsoft Publisher, de Microsoft Bob, de Encarta y Expedia. En 1994 contrajo matrimonio con Bill Gates, fundador y presidente de Microsoft Corporation, con quien ha tenido tres hijos, pasando a ser conocida como Melinda Gates.
Melinda creó junto con su marido, Bill Gates en el año 2000 la Fundación Bill y Melinda Gates, con sede en Seattle, una organización de caridad que ha donado más de 38 000 millones de dólares y trabaja para promover una mayor equidad en las áreas de salud, educación, acceso a bibliotecas y apoyo para niños necesitados.
Ha contribuido a denunciar el desequilibrio evidente en el sueldos y el poder de las mujeres respecto de los hombres en la industria tecnológica de Silicon Valley, que propician determinadas condiciones de abuso.
El 3 de mayo de 2021 y tras 27 años de matrimonio, se anunció el término de su matrimonio con Bill Gates. El divorcio no significa el fin de su relación en el mundo de la filantropía, ya que seguirán trabajando juntos en la Fundación Bill y Melinda Gates.
En noviembre de 2022 se hizo público que se convertiría en abuela por primera vez, debido a que su hija mayor Jennifer se encontraba embarazada.

## Premios
- Diciembre de 2005, junto con su esposo Bill Gates y el músico Bono fue declarada persona del año por la revista Time.
- 4 de mayo de 2006 recibió el Premio Príncipe de Asturias.[7]